# Al B. Sure!
Albert Joseph Brown III (Boston, 4 de junio de 1968), conocido a nivel profesional como Al B. Sure!, es un cantante, compositor, productor discográfico y presentador de radio estadounidense. Nació en Boston y se crio en Mount Vernon, Nueva York. Durante las décadas de 1980 y 1990, Brown fue uno de los cantantes y compositores más populares en el género new jack swing.

## Discografía

### Álbumes de estudio
| Año  | Detalles                                                                | Posición en listas | Posición en listas | Certificaciones      |
| Año  | Detalles                                                                | EE. UU.            | EE.UU. R&B         | Certificaciones      |
| ---- | ----------------------------------------------------------------------- | ------------------ | ------------------ | -------------------- |
| 1988 | In Effect Mode - 3 de mayo de 1988 - Warner Bros.                       | 20                 | 1                  | - EE.UU.: 3× Platino |
| 1990 | Private Times...and the Whole 9! - 16 de octubre de 1990 - Warner Bros. | 20                 | 4                  | - EE.UU.: Oro        |
| 1992 | Sexy Versus - 22 de septiembre de 1992 - Warner Bros.                   | 41                 | 2                  |                      |
| 2009 | Honey I'm Home - 23 de junio de 2009 - Hidden Beach                     | 85                 | 16                 |                      |